# Весели, Фредерик
Фредерик Весели (алб. Frédéric Veseli; родился 20 ноября 1992, Ренан) — албанский футболист, защитник итальянского клуба «Зюйдтироль» и сборной Албании. 

## Биография
Родился в городе Ренан, выступал в юности за швейцарские команды «Ренан» и «Лозанна-Спорт». В 2008 году был подписан командой «Манчестер Сити», позднее переходил в «Манчестер Юнайтед» и «Ипсвич Таун», но не пробился в основной состав ни в одном из этих трёх клубов. Во второй половине сезона 2013/14 годов начал играть за «Бери» на правах аренды, затем в начале сезона 2014/15 арендован «Порт Вейл», завершив переход туда в январе 2015 года. С июля 2015 по август 2016 года был основным игроком команды «Лугано» Швейцарской Суперлиги, после чего перешёл в итальянский «Эмполи».

## Карьера в сборной
Весели выступал за сборные Швейцарии почти на всех уровнях, был в 2009 году капитаном сборной на чемпионате мира среди команд до 17 лет, который швейцарцы выиграли. Весели отказался выступать за сборную Косова, а в ноябре 2015 года принял приглашение от сборной Албании. 31 мая 2016 Весели был включён в заявку на чемпионат Европы 2016 года.

## Клубная карьера

### Ранние годы
Весели начал свою игровую карьеру в команде «Ренан». В 2005 году перешёл в клуб «Лозанна-Спорт», в котором оставался до 2008 года, пока не переехал в Англию и не поступил в академию «Манчестер Сити». В течение четырёх сезонов он играл за резервный состав клуба. 22 сентября 2010 Роберто Манчини включил Весели в заявку на матч 3-го раунда Кубка Футбольной лиги против команды «Вест Бромвич Альбион». В сезоне 2011/12 Весели был заявлен в составе клуба на World Football Challenge, сыграв только первый матч против мексиканского клуба «Америка».
31 января 2012 в последний день трансферного окна Весели как свободный агент перешёл в «Манчестер Юнайтед», объяснив, что там у него будет больше шансов пробиться в основной состав, но в июле 2013 года контракт с клубом истёк, и «красные дьяволы» расстались с игроком

### «Ипсвич Таун»
В июле 2013 года Весели перешёл в команду «Ипсвич Таун» из Чемпионшипа, подписав контракт на два года. 6 августа он дебютировал на стадионе «Бродхолл Уэй» за команду в матче Кубка Футбольной лиги против «Стивенидж», завершившемся поражением «Ипсвич Таун» со счётом 2:0. 31 декабря 2013 Весели был арендован на месяц командой «Бери» из Второй Футбольной лиги, но задержался там в итоге на 93 дня, пока стадион «Гигг Лейн» был на реконструкции. Он провёл 18 игр за клуб и помог команде спастись из зоны вылета, добравшись до 11-го места. Тренер клуба Дэвид Флиткрофт включил Весели в оборонительное трио вместе с Пабло Миллсом и Джеймсом Макналти. В 10 из 18 матчей, в которых участвовал Весели, «Бери» сумел сохранить ворота в неприкосновенности.

### «Порт Вейл»
В июле 2014 года Весели подписал соглашение об аренде с командой Первой Футбольной лиги «Порт Вейл» на первую половину сезона 2014/15 (права на игрока принадлежали тогда клубу «Ипсвич Таун»). Тренер команды Микки Адамс поставил Весели вместо правого защитника Адама Йейтса. В сентябре, однако, Весели получил перелом рёбер и пропустил две недели, вернувшись в основной состав 15 ноября в игре против «Рочдейла» на стадионе «Вейл Парк» («Порт Вейл» победил со счётом 1:0). Спустя неделю «храбрецы» одолели «Милтон-Кинс Донс», а Весели стал лучшим игроком матча.
7 января 2015 «Ипсвич Таун» разрешил албанцу окончательно перейти в «Порт Вейл». 21 февраля Весели забил свой первый гол в клубной карьере, поразив в домашнем матче ворота «Донкастер Роверс» примерно с 27 метров (игра завершилась итоговой победой «Порт Вейл» со счётом 3:0), и попал в символическую сборную недели благодаря этому голу.

### «Лугано»
В июле 2015 года Весели решил не продлевать контракт с английским клубом и подписал соглашение на год с клубом из Швейцарской Суперлиги «Лугано». Он сыграл 33 матча из 36 в чемпионате, и команда только на одно очко опередила вылетевший из Суперлиги «Цюрих», сохранив прописку.

### «Эмполи»
В августе 2016 года Весели перешёл в клуб итальянской Серии A «Эмполи», с которым заключил контракт до 2018 года с возможностью продления ещё на два года. В своём первом сезоне в чемпионате Италии Весели сыграл 17 матчей. Хотя его клуб покинул Серию A по итогам сезона 2016/2017, Фредерик в августе 2017 года заключил с «Эмполи» новый контракт на четыре сезона.

## Карьера в сборной
Весели выступал за сборную Швейцарии до 17 лет на чемпионате Европы 2009 года и дошёл с ней до полуфинала (турнир прошёл в Германии). В октябре 2009 года он с командой принял участие в чемпионате мира среди юношей до 17 лет, проходившем в Нигерии: Весели сыграл 6 матчей, будучи капитаном сборной, а его команда в решающем матче в финале одолела хозяев турнира со счётом 1:0 на Национальном стадионе в Абудже.
Весели, имея швейцарское гражданство, отказался играть за сборную Швейцарии, заявив, что хотел бы выступать за сборную Албании — команду своей исторической родины. Несколько раз ему предлагали играть в сборной Косово (об этом просил лично тренер сборной Альберт Буньяки), но Весели заявил, что не имеет никакого отношения к Косово. 7 ноября 2015 Весели был вызван в сборную Албании по решению тренера Джанни Де Бьязи на товарищеские матчи против Косово и Грузии, дебютировав в игре с Косово и выйдя на замену. 31 мая 2016 Джанни Де Бьязи включил Весели в заявку на чемпионат Европы во Франции.

## Стиль игры
Весели в основном играет на правом фланге защиты, также может играть на позиции центрального или левого защитника. В июле 2014 года Микки Адамс в интервью сказал, что Весели — быстрый игрок, который умеет обрабатывать мяч и имеет достаточно опыта.

## Статистика
| Сезон            | Клуб              | Дивизион                | Лига | Лига | Кубок | Кубок | Кубок Лиги | Кубок Лиги | Другие турниры | Другие турниры | Итого | Итого |
| Сезон            | Клуб              | Дивизион                | Игры | Голы | Игры  | Голы  | Игры       | Голы       | Игры           | Голы           | Игры  | Голы  |
| ---------------- | ----------------- | ----------------------- | ---- | ---- | ----- | ----- | ---------- | ---------- | -------------- | -------------- | ----- | ----- |
| 2010/2011        | Манчестер Сити    | Английская Премьер-лига | 0    | 0    | 0     | 0     | 0          | 0          | 0              | 0              | 0     | 0     |
| 2011/2012        | Манчестер Сити    | Английская Премьер-лига | 0    | 0    | 0     | 0     | 0          | 0          | 0              | 0              | 0     | 0     |
| Итого            | Итого             | Итого                   | 0    | 0    | 0     | 0     | 0          | 0          | 0              | 0              | 0     | 0     |
| 2011/2012        | Манчестер Юнайтед | Английская Премьер-лига | 0    | 0    | 0     | 0     | 0          | 0          | 0              | 0              | 0     | 0     |
| 2012/2013        | Манчестер Юнайтед | Английская Премьер-лига | 0    | 0    | 0     | 0     | 0          | 0          | 0              | 0              | 0     | 0     |
| Итого            | Итого             | Итого                   | 0    | 0    | 0     | 0     | 0          | 0          | 0              | 0              | 0     | 0     |
| 2013/2014        | Ипсвич Таун       | Чемпионшип              | 0    | 0    | 0     | 0     | 1          | 0          | 0              | 0              | 1     | 0     |
| 2013/2014        | Бери (аренда)     | Вторая Футбольная лига  | 18   | 0    | 0     | 0     | 0          | 0          | 0              | 0              | 18    | 0     |
| 2014/2015        | Ипсвич Таун       | Чемпионшип              | 0    | 0    | 0     | 0     | 0          | 0          | 0              | 0              | 0     | 0     |
| Итого            | Итого             | Итого                   | 0    | 0    | 0     | 0     | 1          | 0          | 0              | 0              | 1     | 0     |
| 2014/2015        | Порт Вейл         | Первая Футбольная лига  | 37   | 1    | 0     | 0     | 1          | 0          | 0              | 0              | 38    | 1     |
| 2015/2016        | Лугано            | Швейцарская Суперлига   | 33   | 0    | 5     | 0     | 0          | 0          | 0              | 0              | 38    | 0     |
| Итого за карьеру | Итого за карьеру  | Итого за карьеру        | 88   | 1    | 5     | 0     | 2          | 0          | 0              | 0              | 95    | 1     |

### В сборной
| №  | Дата             | Оппонент             | Счёт | Голы | Пасы | Карточки | Минуты | Соревнование             |
| -- | ---------------- | -------------------- | ---- | ---- | ---- | -------- | ------ | ------------------------ |
| 1  | 13 ноября 2015   | Косово               | 2:2  | —    | —    | —        | 27'    | Товарищеский матч        |
| 2  | 16 ноября 2015   | Грузия               | 2:2  | —    | —    | —        | 90'    | Товарищеский матч        |
| 3  | 29 марта 2016    | Люксембург           | 0:3  | —    | —    | —        | 90'    | Товарищеский матч        |
| 4  | 15 июня 2016     | Франция              | 0:2  | —    | —    | —        | 5'     | ЧЕ-2016 (группа A)       |
| 5  | 31 августа 2016  | Марокко              | 0:0  | —    | —    | —        | 31'    | Товарищеский матч        |
| 6  | 24 марта 2017    | Италия               | 0:2  | —    | —    | 70'      | 90'    | Отбор ЧМ-2018 (группа G) |
| 7  | 28 марта 2017    | Босния и Герцеговина | 1:2  | —    | —    | —        | 90'    | Товарищеский матч        |
| 8  | 11 июня 2017     | Израиль              | 3:0  | —    | —    | —        | 8'     | Отбор ЧМ-2018 (группа G) |
| 9  | 6 октября 2017   | Испания              | 0:3  | —    | —    | —        | 90'    | Отбор ЧМ-2018 (группа G) |
| 10 | 9 октября 2017   | Италия               | 0:1  | —    | —    | —        | 90'    | Отбор ЧМ-2018 (группа G) |
| 11 | 13 ноября 2017   | Турция               | 3:2  | —    | —    | —        | 90'    | Товарищеский матч        |
| 12 | 29 мая 2018      | Косово               | 0:3  | —    | —    | —        | 90'    | Товарищеский матч        |
| 13 | 3 июня 2018      | Украина              | 1:4  | —    | —    | —        | 90'    | Товарищеский матч        |
| 14 | 7 сентября 2018  | Израиль              | 1:0  | —    | —    | —        | 84'    | Лига наций 2018/2019 (C) |
| 15 | 10 сентября 2018 | Шотландия            | 0:2  | —    | —    | —        | 90'    | Лига наций 2018/2019 (C) |
| 16 | 10 октября 2018  | Иордания             | 0:0  | —    | —    | —        | 81'    | Товарищеский матч        |
| 17 | 17 ноября 2018   | Шотландия            | 0:4  | —    | —    | —        | 90'    | Лига наций 2018/2019 (C) |
| 18 | 20 ноября 2018   | Уэльс                | 1:0  | —    | —    | —        | 90'    | Товарищеский матч        |
| 19 | 11 октября 2019  | Турция               | 0:2  | —    | —    | —        | 90'    | Отбор ЧЕ-2020 (группа H) |
| 20 | 8 июня 2019      | Исландия             | 0:1  | —    | —    | 89'      | 90'    | Отбор ЧЕ-2020 (группа H) |
| 21 | 11 июня 2019     | Молдова              | 2:0  | —    | —    | —        | 90'    | Отбор ЧЕ-2020 (группа Н) |
| 22 | 10 сентября 2019 | Исландия             | 4:2  | —    | —    | —        | 24'    | Отбор ЧЕ-2020 (группа H) |
| 23 | 11 октября 2019  | Турция               | 0:1  | —    | —    | —        | 90'    | Отбор ЧЕ-2020 (группа H) |
| 24 | 14 октября 2019  | Молдова              | 4:0  | —    | —    | —        | 90'    | Отбор ЧЕ-2020 (группа H) |

Итого: сыграно матчей: 24 / забито голов: 0; победы: 7, ничьи: 4, поражения: 13.

## Достижения
Сборная Швейцарии (до 17 лет)
- Чемпион мира среди юношей до 17 лет: 2009[37]